# رشيد مشهراوي
رشيد مشهراوي (ولد في 1962) مخرج أفلام فلسطيني. يعتبر أول سينمائي فلسطيني عمل على إنجاز سينما داخل الأراضي الفلسطينية المحتلة. نال فيلمه «أحلام عابرة» المركز الثالث في مسابقة الفيلم الفلسطيني التي استحدثت بالتعاون مع اتحاد إذاعات وتلفزيونات دول منظمة التعاون الإسلامي في مهرجان القاهرة السينمائي الدولي بدورته ال 45 عام 2024.

## حياته
ولد رشيد مشهراوي عام 1962 لعائلة لاجئة أصلها من يافا ونشأ في مخيم الشاطئ في قطاع غزة. إثر مرض والده اضطر في جيل 14 عاماً للعمل للمساعدة في إعالة عائلته.
لم يدرس السينما بل وصل إليها من خلال اهتمامه وتجاربه بالفن التشكيلي، أخرج فيلمه القصير الأول جواز السفر عام 1986 حول زوجين علقا في المعبر الحدودي بين إسرائيل والأردن وذلك لأن الزوج أضاع جواز سفره. وعام 1992 أخرج فيلماً كوميدياً قصيراً بعنوان الساحر. عام 1993 هاجر إلى هولندا حيث أقام لمدة 3 سنوات وأسس مع هاني أبو أسعد شركة أفلام أيلول التي أنتجت أفلاماً بالتعاون مع شركة أفلام أركوس الهولندية. عام 1996 انتقل إلى رام الله حيث أسس مركز الإنتاج والتوزيع السينمائي في محاولة لتطوير طواقم إنتاج محلية.
أنجز العديد من الأفلام التي كان أولها (جواز سفر) 1986 أي قبل الانتفاضة الأولى، ثم (الملجأ) عام 1989، و(دار ودور) 1990، و(أيام طويلة في غزة) 1991.. وبعد أن أسس رشيد مشهراوي شركة (أيلول للإنتاج التلفزيوني والسينمائي) عام 1992 قدم فيلمه الروائي الأول (حتى إشعار آخر) 1993، ثم فيلمه الروائي الطويل الثاني (حيفا) عام 1996..الذي كان أول فيلم فلسطيني يعرض بشكل رسمي في مهرجان كان السينمائي منذ أن تأسس المهرجان، وفي العام 1996 أسس رشيد مشهراوي (مركز الإنتاج السينمائي) في رام الله، وعمل من خلاله ورشات تدريب، وأسس مهرجان سينما الطفل، والسينما المتنقلة في فلسطين، وأنتج من خلاله مجموعة من الأفلام منها (رباب) 1997، و(توتر) 1998، و(خلف الأسوار) 1999، و(غباش) 2000، و(موسم حب) 2000، و(مقلوبة) 2000 و(من فلسطين بث مباشر) 2001، وفيلمه الروائي الطويل الثالث (تذكرة إلى القدس) 2002..ثم قام بإنجاز بعض الأعمال التجريبية مثل (قمر واحد) و(شهرزاد) و(حمص العيد) 2003، ثم فيلمه الروائي الطويل الرابع (انتظار) ، وفيلم وثائقي طويل (أخي عرفات) في العام 2005.
2008 أنجز فيلمه الروائي الطويل الخامس (عيد ميلاد ليلى)
و في العام في العام 2009 قام بكتابة وإخراج اربع أفلام وثائقي بعنوان (الأجنحة الصغيرة) حول موضوع عمالة الأطفال في العالم العربي حيث تم تصوير الأفلام في مصر والمغرب وفلسطين والعراق،
في العام 2011 قام بإعداد وإخراج فيلم وثائقي بعنوان (رجل وطن ومدينة) عن القائد الفلسطيني المقدسي فيصل الحسيني
في العام 2012 أنهى فيلمه الوثائقي الجديد (أرض الحكاية)
وفي العام 2013 أنجز فيلمه الروائي الطويل السادس الذي عرض في مهرجانات عالمية وعربية وبدأت عروضه في مدن مختلفة وفي بداية العام 2014 أنجز فيلم وثائقي بعنوان (رسائل من اليرموك) عن حصار المخيم الفلسطيني المحاصر في دمشق جراء الأحداث الجارية في سوريا،
حصل على العديد من الجوائز العالمية في المهرجانات الدولية، وشارك في عضوية ورآسة لجان تحكيم في مهرجانات عربية ودولية.
غزة واشنطن هو مشروع سيناريو لفيلم روائي طويل متوقع تصويره في نهاية العام 2015
اعتبر الناقد سمير فريد فيلمه حتى إشعار آخر أول فيلم فلسطيني لأنه أنتج في الأراضي الفلسطينية المحتلة بواسطة طاقم فلسطيني.

## أفلامه
- حتى إشعار آخر
- أيام طويلة في غزة
- الملجأ
- رباب
- وراء الجدران
- حيفا
- دار.. دور
- موسم الحب
- تذكرة سفر إلى القدس
- عرفات أخي
- انتظار
- عيد ميلاد ليلى
- فلسطين ستيريو
- يوميات شارع جبريئيل، 2021.

## روابط خارجية
- رشيد مشهراوي على موقع IMDb (الإنجليزية)
- رشيد مشهراوي على موقع ألو سيني (الفرنسية)
- رشيد مشهراوي على موقع أول موفي (الإنجليزية)
- رشيد مشهراوي على موقع قاعدة بيانات الأفلام السويدية (السويدية)
- رشيد مشهراوي على موقع قاعدة بيانات الفيلم (الإنجليزية)
- رشيد مشهراوي على موقع كينوبويسك (الروسية)